# Seznam dílů seriálu Zelený servis
Toto je seznam dílů seriálu Zelený servis. Americký komediální webový a televizní seriál Zelený servis byl zveřejněn na webu Vimeo. Dne 16. září 2016 měl premiéru první díl první řady televizní série na stanici HBO.

## Přehled řad
| Řada | Díly | Premiéra na Vimeu  | Premiéra na Vimeu  |
| Řada | Díly | První díl          | Poslední díl       |
| ---- | ---- | ------------------ | ------------------ |
| 1    | 3    | 9. listopadu 2012  | 9. listopadu 2012  |
| 2    | 4    | 17. ledna 2013     | 20. února 2013     |
| 3    | 3    | 20. dubna 2013     | 20. dubna 2013     |
| 4    | 3    | 28. listopadu 2013 | 28. března 2014    |
| 5    | 3    | 11. listopadu 2014 | 11. listopadu 2014 |
| 6    | 3    | 5. února 2015      | 5. února 2015      |

| Řada | Díly | Premiéra v USA | Premiéra v USA  | Premiéra v ČR  | Premiéra v ČR   |
| Řada | Díly | První díl      | Poslední díl    | První díl      | Poslední díl    |
| ---- | ---- | -------------- | --------------- | -------------- | --------------- |
| 1    | 6    | 16. září 2016  | 21. října 2016  | 18. září 2016  | 23. října 2016  |
| 2    | 10   | 19. ledna 2018 | 23. března 2018 | 26. ledna 2018 | 30. března 2018 |
| 3    | 9    | 20. ledna 2019 | 17. března 2019 | 15. února 2019 | 5. dubna 2019   |
| 4    | 9    | 7. února 2020  | 3. dubna 2020   | 8. února 2020  | 4. dubna 2020   |

## Seznam dílů

### Webové řady

#### První řada (2012)
| Č. v seriálu | Č. v řadě | Původní název | Režie                          | Scénář                         | Premiéra na Vimeu |
| ------------ | --------- | ------------- | ------------------------------ | ------------------------------ | ----------------- |
| 1            | 1         | Stevie        | Sarah-Violet Bliss             | Katja Blichfeld a Ben Sinclair | 9. listopadu 2012 |
| 2            | 2         | Heidi         | Katja Blichfeld a Ben Sinclair | Katja Blichfeld a Ben Sinclair | 9. listopadu 2012 |
| 3            | 3         | Jamie         | Thomas DeNapoli                | Katja Blichfeld a Ben Sinclair | 9. listopadu 2012 |

#### Druhá řada (2013)
| Č. v seriálu | Č. v řadě | Původní název | Režie                          | Scénář                         | Premiéra na Vimeu |
| ------------ | --------- | ------------- | ------------------------------ | ------------------------------ | ----------------- |
| 4            | 1         | Olivia        | Katja Blichfeld a Ben Sinclair | Katja Blichfeld a Ben Sinclair | 17. ledna 2013    |
| 5            | 2         | Helen         | Katja Blichfeld                | Michael Cyril Creighton        | 17. ledna 2013    |
| 6            | 3         | Trixie        | Katja Blichfeld a Ben Sinclair | Katja Blichfeld a Ben Sinclair | 17. ledna 2013    |
| 7            | 4         | Dinah         | Katja Blichfeld a Ben Sinclair | Katja Blichfeld a Ben Sinclair | 20. února 2013    |

#### Třetí řada (2013)
| Č. v seriálu | Č. v řadě | Původní název | Režie                          | Scénář                         | Premiéra na Vimeu |
| ------------ | --------- | ------------- | ------------------------------ | ------------------------------ | ----------------- |
| 8            | 1         | Jonathan      | Katja Blichfeld a Ben Sinclair | Katja Blichfeld a Ben Sinclair | 20. dubna 2013    |
| 9            | 2         | Elijah        | Katja Blichfeld a Ben Sinclair | Katja Blichfeld a Ben Sinclair | 20. dubna 2013    |
| 10           | 3         | Brad Pitts    | Katja Blichfeld a Ben Sinclair | Katja Blichfeld a Ben Sinclair | 20. dubna 2013    |

#### Čtvrtá řada (2013–2014)
| Č. v seriálu | Č. v řadě | Původní název | Režie                          | Scénář                         | Premiéra na Vimeu  |
| ------------ | --------- | ------------- | ------------------------------ | ------------------------------ | ------------------ |
| 11           | 1         | Qasim         | Katja Blichfeld a Ben Sinclair | Katja Blichfeld a Ben Sinclair | 28. listopadu 2013 |
| 12           | 2         | Matilda       | Katja Blichfeld a Ben Sinclair | Katja Blichfeld a Ben Sinclair | 4. února 2014      |
| 13           | 3         | Rachel        | Katja Blichfeld a Ben Sinclair | Katja Blichfeld a Ben Sinclair | 28. března 2014    |

#### Pátá řada (2014)
| Č. v seriálu | Č. v řadě | Původní název | Režie                          | Scénář                         | Premiéra na Vimeu  |
| ------------ | --------- | ------------- | ------------------------------ | ------------------------------ | ------------------ |
| 14           | 1         | Ruth          | Katja Blichfeld a Ben Sinclair | Katja Blichfeld a Ben Sinclair | 11. listopadu 2014 |
| 15           | 2         | Geiger        | Katja Blichfeld a Ben Sinclair | Katja Blichfeld a Ben Sinclair | 11. listopadu 2014 |
| 16           | 3         | Genghis       | Katja Blichfeld a Ben Sinclair | Katja Blichfeld a Ben Sinclair | 11. listopadu 2014 |

#### Šestá řada (2015)
| Č. v seriálu | Č. v řadě | Původní název | Režie                          | Scénář                         | Premiéra na Vimeu |
| ------------ | --------- | ------------- | ------------------------------ | ------------------------------ | ----------------- |
| 17           | 1         | Sufjan        | Katja Blichfeld a Ben Sinclair | Katja Blichfeld a Ben Sinclair | 5. února 2015     |
| 18           | 2         | Esme          | Katja Blichfeld a Ben Sinclair | Katja Blichfeld a Ben Sinclair | 5. února 2015     |
| 19           | 3         | Sabrina       | Katja Blichfeld a Ben Sinclair | Katja Blichfeld a Ben Sinclair | 5. února 2015     |

### Televizní řady

#### První řada (2016)
| Č. v seriálu | Č. v řadě | Původní název | Český název | Režie                          | Scénář                         | Premiéra v USA | Premiéra v ČR  |
| ------------ | --------- | ------------- | ----------- | ------------------------------ | ------------------------------ | -------------- | -------------- |
| 1            | 1         | Meth(od)      |             | Katja Blichfeld a Ben Sinclair | Katja Blichfeld a Ben Sinclair | 16. září 2016  | 18. září 2016  |
| 2            | 2         | Museebat      |             | Katja Blichfeld a Ben Sinclair | Katja Blichfeld a Ben Sinclair | 23. září 2016  | 25. září 2016  |
| 3            | 3         | Grandpa       |             | Katja Blichfeld a Ben Sinclair | Katja Blichfeld a Ben Sinclair | 30. září 2016  | 2. října 2016  |
| 4            | 4         | Tick          |             | Katja Blichfeld a Ben Sinclair | Katja Blichfeld a Ben Sinclair | 7. října 2016  | 9. října 2016  |
| 5            | 5         | Selfie        |             | Katja Blichfeld a Ben Sinclair | Katja Blichfeld a Ben Sinclair | 14. října 2016 | 16. října 2016 |
| 6            | 6         | Ex            |             | Katja Blichfeld a Ben Sinclair | Katja Blichfeld a Ben Sinclair | 21. října 2016 | 23. října 2016 |

#### Druhá řada (2018)
| Č. v seriálu | Č. v řadě | Původní název | Český název | Režie                          | Scénář                                                         | Premiéra v USA  | Premiéra v ČR   |
| ------------ | --------- | ------------- | ----------- | ------------------------------ | -------------------------------------------------------------- | --------------- | --------------- |
| 7            | 1         | Globo         |             | Katja Blichfeld a Ben Sinclair | Katja Blichfeld a Ben Sinclair                                 | 19. ledna 2018  | 26. ledna 2018  |
| 8            | 2         | Fagin         |             | Katja Blichfeld a Ben Sinclair | Rebecca Drysdale, Isaac Oliver, Katja Blichfeld a Ben Sinclair | 26. ledna 2018  | 2. února 2018   |
| 9            | 3         | Namaste       |             | Shaka King                     | Hannah Bos, Paul Thureen a Shaka King                          | 2. února 2018   | 9. února 2018   |
| 10           | 4         | Derech        |             | Shaka King                     | Ben Sinclair                                                   | 9. února 2018   | 16. února 2018  |
| 11           | 5         | Scromple      |             | Katja Blichfeld a Ben Sinclair | Katja Blichfeld a Rebecca Drysdale                             | 16. února 2018  | 23. února 2018  |
| 12           | 6         | Googie        |             | Katja Blichfeld a Ben Sinclair | Katja Blichfeld a Ben Sinclair                                 | 23. února 2018  | 2. března 2018  |
| 13           | 7         | HBD           |             | Eliza Hittman                  | Katja Blichfeld                                                | 2. března 2018  | 9. března 2018  |
| 14           | 8         | Ghost         |             | Eliza Hittman                  | Eliza Hittman a Eric Slovin                                    | 9. března 2018  | 16. března 2018 |
| 15           | 9         | #goalz        |             | Katja Blichfeld a Ben Sinclair | Katja Blichfeld a Ben Sinclair                                 | 16. března 2018 | 23. března 2018 |
| 16           | 10        | Steve         |             | Katja Blichfeld a Ben Sinclair | Katja Blichfeld a Ben Sinclair                                 | 23. března 2018 | 30. března 2018 |

#### Třetí řada (2019)
| Č. v seriálu | Č. v řadě | Původní název | Český název | Režie           | Scénář                                         | Premiéra v USA                             | Premiéra v ČR   |
| ------------ | --------- | ------------- | ----------- | --------------- | ---------------------------------------------- | ------------------------------------------ | --------------- |
| 17           | 1         | M.A.S.H.      |             | Katja Blichfeld | Katja Blichfeld a Ben Sinclair                 | 20. ledna 2019                             | 15. února 2019  |
| 18           | 2         | Craig"        |             | Ben Sinclair    | Isaac Oliver a Zack Schamberg                  | 27. ledna 2019                             | 22. února 2019  |
| 19           | 3         | Blondie       |             | Katja Blichfeld | Isaac Oliver, Zack Schamberg a Katja Blichfeld | 1. února 2019 (online) 3. února 2019 (HBO) | 1. března 2019  |
| 20           | 4         | Breathwork    |             | Ben Sinclair    | Katja Blichfeld a Ben Sinclair                 | 10. února 2019                             | 8. března 2019  |
| 21           | 5         | Pay Day       |             | Katja Blichfeld | Mitra Jouhari a Mel Shimkovitz                 | 17. února 2019                             | 15. března 2019 |
| 22           | 6         | Fingerbutt    |             | Chioke Nassor   | Katja Blichfeld a Ben Sinclair                 | 24. února 2019                             | 22. března 2019 |
| 23           | 7         | Dongle        |             | Silas Howard    | Mitra Jouhari, Zack Schamberg a Mel Shimkovitz | 3. března 2019                             | 29. března 2019 |
| 24           | 8         | Proxy         |             | Chioke Nassor   | Ben Sinclair a William Meny                    | 10. března 2019                            | 5. dubna 2019   |
| 25           | 9         | Cruise        |             | Ben Sinclair    | Ben Sinclair                                   | 17. března 2019                            | 5. dubna 2019   |

#### Čtvrtá řada (2020)
| Č. v seriálu | Č. v řadě | Původní název | Český název | Režie           | Scénář                             | Premiéra v USA  | Premiéra v ČR   |
| ------------ | --------- | ------------- | ----------- | --------------- | ---------------------------------- | --------------- | --------------- |
| 26           | 1         | Cycles        |             | Ben Sinclair    | Ben Sinclair                       | 7. února 2020   | 8. února 2020   |
| 27           | 2         | Trick         |             | Katja Blichfeld | Isaac Oliver                       | 14. února 2020  | 15. února 2020  |
| 28           | 3         | Voir Dire     |             | Katja Blichfeld | Katja Blichfeld a Adele Thibodeaux | 21. února 2020  | 22. února 2020  |
| 29           | 4         | Backflash     |             | Katja Blichfeld | Zack Schamberg a Mel Shimkovitz    | 28. února 2020  | 1. března 2020  |
| 30           | 5         | Screen        |             | Ben Sinclair    | Gary Richardson a Ben Sinclair     | 6. března 2020  | 7. března 2020  |
| 31           | 6         | Adelante      |             | Ben Sinclair    | Lorelei Ramirez a Ben Sinclair     | 13. března 2020 | 14. března 2020 |
| 32           | 7         | Hand          |             | Ben Sinclair    | Isaac Oliver a Zack Schamberg      | 20. března 2020 | 21. března 2020 |
| 33           | 8         | Solo          |             | Ben Sinclair    | Mel Shimkovitz                     | 27. března 2020 | 28. března 2020 |
| 34           | 9         | Soup          |             | Katja Blichfeld | Katja Blichfeld a Isaac Oliver     | 3. dubna 2020   | 4. dubna 2020   |